# رونالد مينيزيس
رونالد مينيزيس (بالبرتغالية: Ronald Menezes) هو سباح برازيلي، ولد في 6 نوفمبر 1962 في البرازيل.

## روابط خارجية
- رونالد مينيزيس على موقع الاتحاد الدولي للسباحة (الإنجليزية)
- رونالد مينيزيس على موقع أوليمبيديا (الإنجليزية)